# Tadeusz Rybczynski
Tadeusz Rybczynski (1923-1998) was een in Polen geboren Brits econoom die bekendstaat voor de  formulering van het theorema van Rybczynski (1955).
Rybczynski studeerde aan de London School of Economics. Direct na het opstellen van het naar hem vernoemde theorema, ging hij bij  Lazard Frères & Co werken. De rest van zijn werkzame leven werkte hij als investeringsbankier.
- Bibsys: 90842128
- CiNii: DA05463607
- Gemeinsame Normdatei: 170053431
- International Standard Name Identifier: 0000 0001 0935 986X
- Library of Congress Control Number: n50022029
- Bibliotheek van het Japanse parlement: 00455061
- Nationale Bibliotheek van Israël: 987007463590105171
- Nederlandse Thesaurus van Auteursnamen: 129380121
- Réseau des bibliothèques de Suisse occidentale: 02-A003773121
- Système universitaire de documentation: 256043388
- Virtual International Authority File: 111764191
- WorldCat: E39PBJrGwvMJ64wHTTHMggMQMP